# Hiitolanjoki
Der Hiitolanjoki (auch Kokkolanjoki, russisch Кокколанйоки) ist ein Fluss in Finnland und Russland.
Der Hiitolanjoki bildet den Abfluss des Kivijärvi, welcher wiederum über einen Sund mit dem nördlich gelegenen Simpelejärvi verbunden ist.
Er fließt in östlicher Richtung und passiert die Gemeinde Rautjärvi.
Anschließend verlässt er nach nur vier Kilometern Flussstrecke das finnische Südkarelien und überquert die russische Grenze. Er fließt nun nach Südosten durch die Republik Karelien und an Hiitola vorbei.
Gegenüber der dem Seeufer vorgelagerten Insel Kilpola mündet der Hiitolanjoki schließlich nach 49 km Fließstrecke in den Ladogasee.
Das Einzugsgebiet umfasst 1415 km², wovon 1029 km² in Finnland liegen.
Auf finnischer Seite liegen vier Wasserkraftwerke (Kangaskoski, Lahnasenkoski, Ritakoski
und Juvankoski) mit einer Gesamtleistung von 2,5 MW.